# Portici 1906
El Portici 1906 es un club de fútbol de Italia, con sede en Portici, en Campania. Fue fundado en 1906, y compite en la Eccellenza Campania, quinta categoría del fútbol italiano.

## Historia

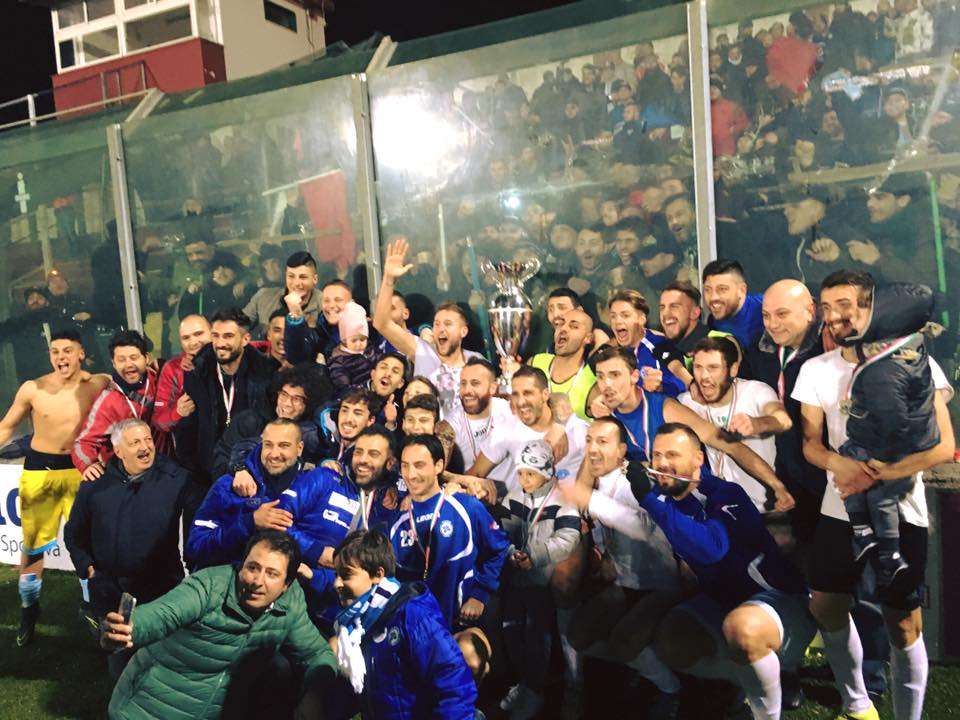
El Portici celebrando la Copa Italia Amateur regional en 2017.

En 1906 fue fundado el polideportivo Società Sportiva Portici 1906, cuya sección de fútbol fue creada en 1910. A lo largo de su historia más que centenaria, el club ha participado en tres campeonatos de Serie C, entre 1945 y 1948, y dos veces en el Campionato di Seconda Divisione (la categoría de plata del fútbol italiano de ese entonces) en los años 1920. Ha ganado 5 campeonatos regionales y una Copa Italia Amateur regional.

## Estadio
Juega de local en el Estadio San Ciro de Portici, con capacidad para 7.580 espectadores.

## Palmarés

### Torneos regionales
- Prima Categoria/Promozione/Eccellenza Campania (5): 1966-67, 1968-69, 1986-87, 1992-93, 2016-17
- Copa Italia de Aficionados Campania (1): 2016-17